# St Johns (Londres)
St Johns est une zone anglaise située au sud-est de Londres, dans le borough londonien de Lewisham.